# Neonitocris rubriventris
Neonitocris rubriventris är en skalbaggsart som först beskrevs av Hintz 1919.  Neonitocris rubriventris ingår i släktet Neonitocris och familjen långhorningar. Inga underarter finns listade i Catalogue of Life.